# Джеррі Бенгстон
Джеррі Бенгстон (ісп. Jerry Bengtson, нар. 8 квітня 1987, Санта-Роза-де-Агун) — гондураський футболіст, нападник американського клубу «Нью-Інгленд Революшн» та національної збірної Гондурасу.

## Клубна кар'єра
У дорослому футболі дебютував 2007 року виступами за команду клубу «Віда», в якій провів чотири сезони, взявши участь у 81 матчі чемпіонату. Більшість часу, проведеного у складі «Віди», був основним гравцем атакувальної ланки команди. У складі «Віди» був одним з головних бомбардирів команди, маючи середню результативність на рівні 0,44 голу за гру першості.
Своєю грою за цю команду привернув увагу представників тренерського штабу клубу «Мотагуа», до складу якого приєднався 2011 року. Відіграв за клуб з Тегусігальпи наступний сезон своєї ігрової кар'єри. Граючи у складі «Мотагуа» також здебільшого виходив на поле в основному складі команди. В новому клубі був серед найкращих голеодорів, відзначаючись забитим голом в середньому майже у кожній другій грі чемпіонату.
До складу клубу «Нью-Інгленд Революшн» приєднався 2012 року. Відтоді встиг відіграти за команду з Массачусетса 32 матчі в національному чемпіонаті.

## Виступи за збірні
2010 року дебютував в офіційних матчах у складі національної збірної Гондурасу. Наразі провів у формі головної команди країни 41 матч, забивши 19 голів.
У складі збірної був учасником розіграшу Золотого кубка КОНКАКАФ 2011 року у США.
2012 року також захищав кольори олімпійської збірної Гондурасу. У складі цієї команди провів 4 матчі, забив 3 голи. У складі збірної — учасник  футбольного турніру на Олімпійських іграх 2012 року у Лондоні.
Включений до складу збірної для участі у фінальній частині чемпіонату світу 2014 року у Бразилії.

## Титули і досягнення
- Чемпіон Гондурасу (3):

Мотагуа: 2011К
Олімпія: 2021К, 2022А
- Чемпіон Коста-Рики (2):

Депортіво Сапрісса: 2018К
- Володар Суперкубка Ірану (1):

Зоб Ахан: [[Суперкубок Ірану з футболу 2016|2016]
- Найкращий бомбардир Чемпіонату Гондурасу (3):

Віда: 2010К
Мотагуа: 2011А, 2011К